# Centre de linguistique et des sciences du langage

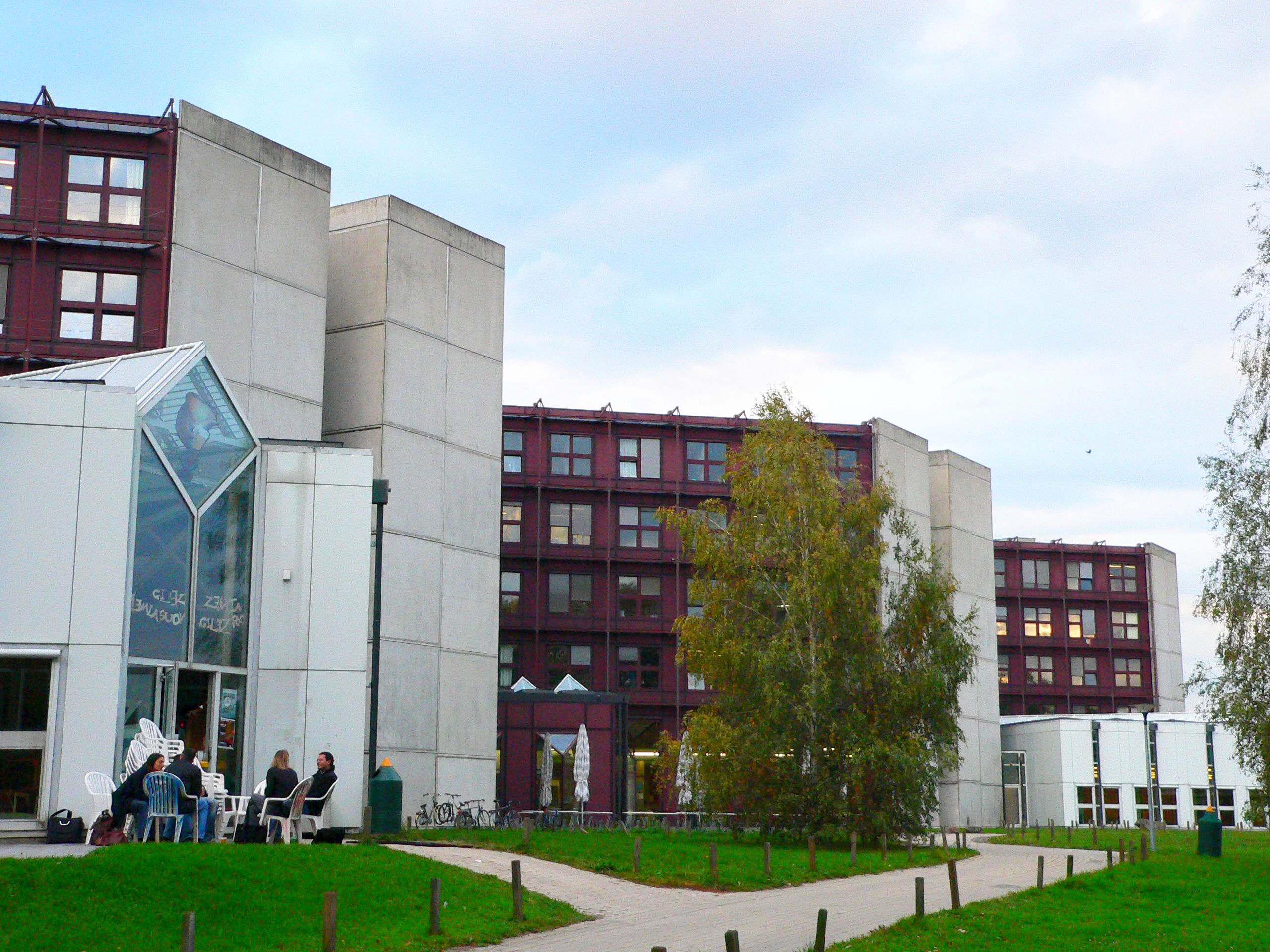
Le bâtiment Anthropole, où se situe le CLSL

 Le Centre de linguistique et des sciences du langage (CLSL) est un institut d'enseignement et de recherche de la Faculté des Lettres de l'Université de Lausanne qui regroupe en son sein tous les linguistes des différentes unités de la Faculté et d'autres membres de l'Université intéressés d'une façon ou d'une autre aux sciences du langage.

## Historique
Le CLSL a été fondé, sous le nom d'ILSL (Institut de linguistique et des sciences du langage) en 1991. Il faisait suite au DLSL (Département de linguistique et des sciences du langage), qui a existé de 1985 à 1991.

Directeurs successifs :
- Patrick Sériot
- Anne-Claude Berthoud
- Alexander Schwarz
- Pascal Singy
- Marcel Burger

## Publications
1. Lecture de l'image, édité par Claude Calame, 1992.
2. Langue, Littérature et altérité, édité par Dominique Vernand,1992.
3. Relations inter- et intraprédicatives, édité par Patrick Sériot, 1993.
4. Travaux d'étudiants, édité par Jean-Michel Adam, 1993.
5. Le Cercle de Prague: L'apport épistémologique, édité par Mortéza Mahmoudian et Patrick Sériot, 1994.
6. Fondements de la recherche linguistique: Perspectives épistémologiques, édité par Mortéza Mahmoudian, 1995.
7. Formes linguistiques et dynamiques interactionnelles, édité par Lorenza Mondada, 1995.
8. Langue et nation en Europe centrale et orientale du XVIIIe siècle à nos jours, édité par Patrick Sériot, 1996.
9. Jakobson entre l'Est et l'Ouest: 1915-1939, édité par Patrick Sériot, 1997.
10. Le travail du chercheur sur le terrain: Questionner les pratiques, les méthodes, les techniques de l'enquête, édité par Mortéza Mahmoudian et Lorenza Mondada, 1998.
11. Mélanges offerts en hommage à Mortéza Mahmoudian, tomes I et II, édités par Remi Jolivet et Florence Epars Heussi, 1999.
12. Le paradoxe du sujet. Les propositions impersonnelles dans les langues slaves et romanes, édité par Patrick Sériot et Alain Berrendonner, 2000.
13. Descriptions grammaticales et enseignement de la grammaire en français langue étrangère, édité par Raymond Capré et Cécile Fornerod, 2002.
14. Le discours sur la langue en URSS à l'époque stalinienne (épistémologie, philosophie, idéologie), édité par Patrick Sériot, 2003.
15. Pratiques et représentations linguistiques au Niger. Résultats d'une enquête nationale, édité par Remi Jolivet et Fabrice Rouiller, 2004.
16. Langue de l'hôpital, pratiques communicatives et pratiques de soins, édité par Laurent Gajo, 2004.
17. Le discours sur la langue sous les régimes autoritaires, édité par Patrick Sériot, 2004.
18. Le slipping dans les langues médiévales, édité par Jürg Rainer Schwyter, Erich Poppe et Sandrine Onillon, 2005.
19. Travaux de linguistique: Claude Sandoz, édité par Remi Jolivet, 2005.
20. Un paradigme perdu: La linguistique marriste, édité par Patrick Sériot, 2005.
21. La belle et la bête: Jugements esthétiques en Suisse romande et alémanique sur les langues, édité par Alexander Schwarz, 2006.
22. Études linguistiques kabyles, édité par Remi Jolivet et Noura Tigziri, 2007.
23. Langues en contexte et en contact : Hommage à Cecilia Serra, édité par Laurent Gajo, Benoît Curdy et Maria Eugenia Molina, 2007.
24. Langage et pensée: Union Soviétique années 1920-1930, édité par Patrick Sériot et Janette Friedrich, 2008.
25. La structure de la Proposition: histoire d'un métalangage, édité par Patrick Sériot et Didier Samain, 2008.
26. Discours sur les langues et rêves identitaires: Actes de l'école doctorale de Suisse occidentale en histoire des théories linguistiques, édité par Ekaterina Velmezova et Patrick Sériot, 2009.
27. Langue et littératures pour l'enseignement du français en Suisse romande: problèmes et perspectives, édité par Marcel Burger, 2010.
28. Language barriers in clinical settings. Barrières linguistiques en contexte médical, édité par Pascal Singy, Céline Bourquin et Orest Weber, 2010.
29. Russie, linguistique et philosophie, édité par Patrick Sériot, 2011.
30. Plurilinguismes et construction des savoirs, édité par Anne-Claude Berthoud, Gabriela Steffen et Xavier Gradoux, 2011.

## Activités
Le CLSL constitue un pôle de compétences chargé de développer une recherche et un enseignement interdisciplinaires dans les domaines touchant à la communication et au fonctionnement du langage et des langues. Il a pour partenaire privilégié les sections, centres et école de la Faculté des lettres approchant les phénomènes langagiers.
Le CLSL réunit ses membres autour de diverses activités :
- un séminaire mensuel de recherche : les «Rencontres du jeudi»
- Écoles doctorales
- Journées d’études
- Master ès Lettres en Sciences du langage et de la communication
- Programme de spécialisation au niveau Master (Analyse du discours et de la communication publics)

## Liens
- Site du CLSL
- Les cahiers en ligne